# Noah Williams
Noah Williams (ur. 15 maja 2000 w Londynie) – brytyjski skoczek do wody, olimpijczyk z Tokio 2020, wicemistrz olimpijski z Paryża 2024, wicemistrz świata i Europy.

## Udział w zawodach międzynarodowych
| Impreza                                                             | Rok  | Miejsce    | Konkurencja                        | Wynik  | Wynik   |
| Impreza                                                             | Rok  | Miejsce    | Konkurencja                        | Punkty | Miejsce |
| ------------------------------------------------------------------- | ---- | ---------- | ---------------------------------- | ------ | ------- |
| Igrzyska olimpijskie                                                | 2020 | Tokio      | wieża 10 m indywidualnie           | 309.55 | 27.     |
| Igrzyska olimpijskie                                                | 2024 | Paryż      | wieża 10 m indywidualnie           | 497.35 | brąz    |
| Igrzyska olimpijskie                                                | 2024 | Paryż      | wieża 10 m synchronicznie          | 463.44 | srebro  |
| Mistrzostwa świata w pływaniu                                       | 2019 | Gwangju    | wieża 10 m indywidualnie           | 440.95 | 10.     |
| Mistrzostwa świata w pływaniu                                       | 2019 | Gwangju    | wieża 10 m synchronicznie mikstów  | 285.18 | 4.      |
| Mistrzostwa świata w pływaniu                                       | 2022 | Budapeszt  | wieża 10 m indywidualnie           | 479.05 | 5.      |
| Mistrzostwa świata w pływaniu                                       | 2022 | Budapeszt  | wieża 10 m synchronicznie mężczyzn | 427.71 | srebro  |
| Mistrzostwa świata w pływaniu                                       | 2023 | Fukuoka    | wieża 10 m indywidualnie           | 499.10 | 4.      |
| Mistrzostwa świata w pływaniu                                       | 2023 | Fukuoka    | wieża 10 m synchronicznie mężczyzn | 419.82 | 4.      |
| Mistrzostwa świata w pływaniu                                       | 2024 | Doha       | wieża 10 m indywidualnie           | 479.05 | 7.      |
| Mistrzostwa świata w pływaniu                                       | 2024 | Doha       | wieża 10 m synchronicznie mężczyzn | 422.37 | srebro  |
| Mistrzostwa Europy w pływaniu, Mistrzostwa Europy w skokach do wody | 2017 | Kijów      | wieża 10 m synchronicznie mężczyzn | 388.05 | brąz    |
| Mistrzostwa Europy w pływaniu, Mistrzostwa Europy w skokach do wody | 2018 | Glasgow    | wieża 10 m synchronicznie mężczyzn | 399.90 | srebro  |
| Mistrzostwa Europy w pływaniu, Mistrzostwa Europy w skokach do wody | 2019 | Kijów      | wieża 10 m indywidualnie           | 402.65 | 9.      |
| Mistrzostwa Europy w pływaniu, Mistrzostwa Europy w skokach do wody | 2019 | Kijów      | wieża 10 m synchronicznie mężczyzn | 412.56 | brąz    |
| Mistrzostwa Europy w pływaniu, Mistrzostwa Europy w skokach do wody | 2019 | Kijów      | wieża 10 m synchronicznie mikstów  | 303.60 | srebro  |
| Mistrzostwa Europy w pływaniu, Mistrzostwa Europy w skokach do wody | 2019 | Kijów      | konkurs drużynowy                  | 392.00 | brąz    |
| Mistrzostwa Europy w pływaniu, Mistrzostwa Europy w skokach do wody | 2020 | Budapeszt  | wieża 10 m indywidualnie           | 480.65 | 5.      |
| Mistrzostwa Europy w pływaniu, Mistrzostwa Europy w skokach do wody | 2020 | Budapeszt  | wieża 10 m synchronicznie mikstów  | 307.32 | srebro  |
| Mistrzostwa Europy w pływaniu, Mistrzostwa Europy w skokach do wody | 2020 | Budapeszt  | konkurs drużynowy                  | 383.40 | 4.      |
| Igrzyska Wspólnoty Narodów                                          | 2018 | Gold Coast | wieża 10 m indywidualnie           | 405.85 | 4.      |
| Igrzyska Wspólnoty Narodów                                          | 2018 | Gold Coast | wieża 10 m synchronicznie mężczyzn | 399.99 | srebro  |